# Von brigði
Von brigði es un remix del primer álbum de Sigur Rós. Este disco fue lanzado solo para Islandia por Smekkleysa en 1998. La idea surge sobre la base de una sugerencia por una revista musical. El grupo se decidió a emprender el proyecto, que serviría también para hacer tiempo hasta la aparición del un nuevo disco; así que Von brigði apareció en agosto de 1998. La única canción original de Sigur Rós es leit af lífi, un tema que debería de pertenecer a Von (álbum); como no les dio tiempo a mezclarla, la incluyeron en este segundo trabajo. El título significa “Papelera de reciclaje” o “decepción”.

## Listado de temas
1. "Syndir Guðs ( Reciclado por Biogen)" – 6:55
2. "Syndir Guðs (Reciclado por Múm)" – 4:52
3. "Leit að lífi (Reciclado por Plastmic)" – 5:26
4. "Myrkur (Reciclado por Ilo)" – 5:29
5. "Myrkur (Reciclado por Dirty-Bix)" – 5:01
6. "180 sekúndur fyrir sólarupprás (Reciclado por Curver)" – 3:00
7. "Hún jörð (Reciclado por Hassbræður)" – 5:19
8. "Leit að lífi (Reciclado por Thor)" – 5:32
9. "Von (Reciclado por GusGus)" – 7:24
10. "Leit að lífi ² (Reciclado por Sigur Rós)" – 5:02

- Datos: Q1919952